# 吉田知弘
吉田 知弘（よしだ ともひろ、1975年5月17日 - ）は、競技麻雀のプロ雀士であり、日本プロ麻雀協会の理事であった。プロフレーズは「フィールドレーサー」。東京都出身。

## 人物・経歴
コージー冨田に「こども!?」と言われるくらい可愛らしく、親しみやすい人物である。
セガネットワーク対戦麻雀MJ3（以下、MJ3）では、開始当初は雀荘モードで、最高ランクのSクラス雀荘である「皇帝楼」の番人を務めていたが、その後、なぜかAクラスの「雀荘ベガス」の担当になり、さらにはSプロの肩書きを持っていながらCクラス雀荘である「雀荘 牌道場」の担当になっていた。また、2007年11月に行われたMJ3内のイベント「第2回MJオープン」では、東風戦10回連続トップという驚異的な成績を上げ、見事全国1位になりプロの貫禄を示した。
2010年3月31日をもって、正式にプロ雀士を引退したが、2013年頃再び日本プロ麻雀協会のプロ雀士として復帰した。

## 雀風
自称、七対子が嫌いである（ちなみに、実際に七対子で和了る割合は、MJ3の記録を見る限りでは、ライバルである鍛冶田良一プロと比較してもあまり変わらない）。
もちろん、雀力は超一流。

## 獲得タイトル
- 2002世界麻雀選手権 団体優勝
- 第2回雀将戦 優勝
- 第5回日本オープン 準優勝